# Bhakta Prahlada

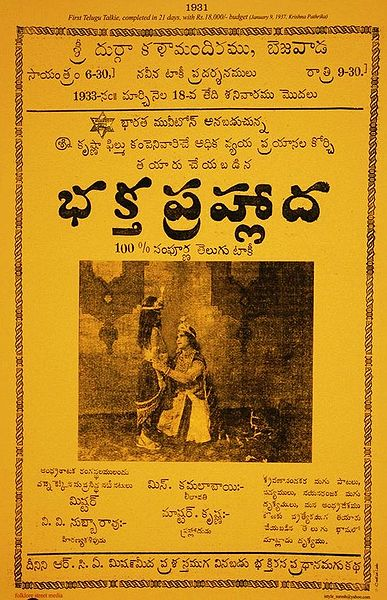
L'affiche

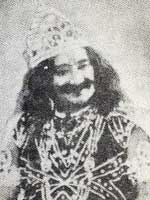
Photo du film

Bhakta Prahlada est un film réalisé par H. M. Reddy (en) et sorti en 1932. Fondé sur la mythologie hindoue (avec Narasimha et Prahlada), ce fut le premier film télougou parlant de Tollywood.

## Fiche technique
- Titre : Bhakta Prahlada
- Réalisation : H. M. Reddy (en)
- Scénario : Surabhi Nataka
- Dialogues : Dharmavaram Ramakrishnamacharyulu (en)
- Paroles des chansons : Chandala Kesavadasu (en)
- Musique : H. R. PadmaNabha Sastri
- Cinématographie : Gordhanbhai Patel
- Montage : Jolanda Benvenuti
- Pays d'origine :  Raj britannique
- Société de production : Bharat Movietone
- Format : Noir et blanc  - Mono
- Durée : 108 minutes
- Dates de sortie :  Raj britannique : 15 septembre 1931, plus vraisemblablement le 6 février 1932

## Distribution
- Municipalli Subbhaiah : Hiranyakashipu
- Master Krishna Rao : Prahlada
- Leelavathi (actress) (en)
- Surabhi Kamalabai (en)
- Dorasami Naidu : Indra
- L. V. Prasad (en)